# Ветте
Ве́тте или Вэттэ (др.-сканд. Vættr, нем. Wicht) — в германо-скандинавской мифологии дух природы. В широком смысле к ве́ттирам (др.-сканд. vættir — множественное число от ветте) относятся все сверхъестественные существа: асы, ваны, альвы и турсы. Одной из разновидностей вэттэ (веттиров, др.-сканд. Vættir) являются ландветтиры — духи-хранители местности или целой страны.

## Этимология
Vættr означает «существо, сверхъестественное существо, дух». Аналогичные переводы встречаются и в других современных языках (англ. being, spirit или нем. Wesen, Geist).
Сходное значение имеет и название германских вихтов: «существо», «создание».

## Ветте в письменных источниках
В «Старшей Эдде» выражения ветте, веттир употребляются, скорее, в общем смысле «существо»: так в «Речах Сигрдривы» говорится о конунге Агнаре, которого никакое существо (vætr) не хотело взять под свою защиту; в «Плаче Оддрун» богини Фригг и Фрейя именуются добрыми существами (hollar véttir); а в «Перебранке Локи» Тор называет Локи мерзким существом (rög vættr). В «Вороновом Заклинании Одина» говорится о неких «Сущих» (vættar), бросавшихся рунами.
Духи-хранители ландветтиры (особая подкатегория веттиров) упоминаются в «Книге о заселении Исландии», «Саге об Олаве сыне Трюггви» и других произведениях средневековых скальдов.

## Ветте и вихты в народных верованиях
Веттиры описывались как невидимые для людей, но очень красивые существа, носящие серые одежды и способные превращаться в животных (предпочтительно в лягушек) и насылать несчастные случаи и болезни или вызывать падёж скота. После принятия христианства среди населения стали распространяться легенды, что уменьшившиеся в размерах веттиры начали похищать некрещённых младенцев и оставлять в колыбелях подменышей (или сами ложились на место ребёнка). Католическая церковь признала всех веттиров злыми демоническими существами, которых изгоняли посредством песнопений, молитв или святой воды. Однако, вера в ветте по-прежнему распространена на территории нынешних Норвегии, Швеции, Дании, а также на Фарерских островах, а поздний скандинавский фольклор объединил их со «скрытыми людьми» и никсами.
Аналогичная вера в духов существовала у германских народов, по представлениям которых вихты обитали повсеместно: в домах, во дворах, но особенно под землёй, камнями и скалами.

## Интерпретации и мнения
Vættr первоначально значило лишь «нечто» и, вероятно, употреблялось для обозначения сверхъестественных существ (в том числе духов-покровителей, которыми становились умершие), на произношение имён которых было наложено табу. Веттиры близки альвам (особенно в скандинавской устной традиции) и ассоциируются с курганами, жертвоприношениями, подземным  существованием.
Кроме уже упомянутых ландветтиров в скандинавской мифологии различали и других духов природы, связанных с морем (Sjóvættir), домом (Húsvættir), водой (Vatnavættir) и другими объектами, а также духов-хранителей: фюльгья и хамингья.